# Temporada 1974-75 de los Atlanta Hawks
La temporada 1974-75 fue la séptima de los Atlanta Hawks en la NBA en su ubicación de Atlanta, la vigésimo sexta en la liga y la vigésimo novena desde su fundación. La temporada regular acabó con 31 victorias y 51 derrotas, ocupando el octavo puesto de la Conferencia Este, no logrando clasificarse para los playoffs.

## Elecciones en elDraft
| Ronda | Puesto | Jugador        | Posición | Nacionalidad   | Universidad    |
| ----- | ------ | -------------- | -------- | -------------- | -------------- |
| 1     | 4      | Tom Henderson  | Escolta  | Estados Unidos | Hawaiʻi        |
| 1     | 10     | Mike Sojourner | Pívot    | Estados Unidos | Utah           |
| 2     | 25     | John Drew      | Alero    | Estados Unidos | Gardner-Webb   |
| 3     | 43     | Darrell Elston | Escolta  | Estados Unidos | North Carolina |
| 7     | 115    | Greg Lee       | Base     | Estados Unidos | UCLA           |

## Temporada regular
| División Central     | División Central | División Central | División Central | División Central | División Central | División Central | División Central | División Central |
| Equipo               | G                | P                | %                | PD               | Casa             | Fuera            | Div              |                  |
| -------------------- | ---------------- | ---------------- | ---------------- | ---------------- | ---------------- | ---------------- | ---------------- | ---------------- |
| y-Washington Bullets | 60               | 22               | .732             | –                | 36–5             | 24–17            | 22–8             |                  |
| x-Houston Rockets    | 41               | 41               | .500             | 19               | 29–12            | 12–29            | 16–14            |                  |
| Cleveland Cavaliers  | 40               | 42               | .488             | 20               | 29–12            | 11–30            | 17–13            |                  |
| Atlanta Hawks        | 31               | 51               | .378             | 29               | 22–19            | 9–32             | 11–19            |                  |
| New Orleans Jazz     | 23               | 59               | .280             | 37               | 20–21            | 3–38             | 9–21             |                  |

## Estadísticas
| Rk | Jugador         | Edad | P  | PT | MP   | TC  | TCI  | %TC  | TL  | TLI | %TL  | RO  | RD  | RT   | AS  | RB  | TAP | BP | FP  | PTS  |
| -- | --------------- | ---- | -- | -- | ---- | --- | ---- | ---- | --- | --- | ---- | --- | --- | ---- | --- | --- | --- | -- | --- | ---- |
| 1  | Tom Van Arsdale | 31   | 73 |    | 35.2 | 7.5 | 17.4 | .429 | 4.0 | 5.2 | .768 | 1.0 | 2.5 | 3.4  | 2.8 | 1.1 | 0.0 |    | 3.2 | 18.9 |
| 2  | Lou Hudson      | 30   | 11 |    | 34.5 | 8.8 | 20.5 | .431 | 4.4 | 5.2 | .842 | 1.3 | 3.0 | 4.3  | 3.6 | 1.2 | 0.2 |    | 3.0 | 22.0 |
| 3  | John Drew       | 20   | 78 |    | 29.3 | 6.8 | 15.8 | .428 | 5.0 | 7.0 | .713 | 4.6 | 6.1 | 10.7 | 1.8 | 1.5 | 0.5 |    | 3.5 | 18.5 |
| 4  | Mike Sojourner  | 21   | 73 |    | 29.2 | 5.2 | 10.6 | .488 | 1.3 | 2.0 | .651 | 2.7 | 6.1 | 8.8  | 1.3 | 0.5 | 0.8 |    | 3.0 | 11.7 |
| 5  | Dwight Jones    | 22   | 75 |    | 27.8 | 4.3 | 10.0 | .430 | 1.8 | 2.4 | .721 | 3.1 | 6.1 | 9.3  | 2.0 | 0.7 | 0.7 |    | 3.0 | 10.4 |
| 6  | John Brown      | 23   | 73 |    | 27.2 | 4.3 | 9.4  | .461 | 2.5 | 3.4 | .740 | 2.5 | 3.5 | 5.9  | 1.8 | 0.7 | 0.2 |    | 3.1 | 11.2 |
| 7  | Dean Meminger   | 26   | 80 |    | 27.2 | 2.9 | 6.3  | .466 | 2.1 | 3.3 | .639 | 1.1 | 1.6 | 2.7  | 5.0 | 1.5 | 0.1 |    | 2.0 | 7.9  |
| 8  | Tom Henderson   | 23   | 79 |    | 27.0 | 4.6 | 11.3 | .411 | 2.1 | 3.1 | .697 | 0.6 | 2.0 | 2.7  | 4.0 | 1.3 | 0.1 |    | 1.9 | 11.4 |
| 9  | Jim Washington  | 31   | 38 |    | 23.8 | 3.0 | 6.8  | .440 | 1.1 | 1.4 | .745 | 1.4 | 3.7 | 5.1  | 1.8 | 0.6 | 0.3 |    | 2.3 | 7.1  |
| 10 | Herm Gilliam    | 28   | 60 |    | 23.2 | 5.2 | 12.3 | .427 | 1.6 | 1.9 | .832 | 1.3 | 2.1 | 3.4  | 2.8 | 1.3 | 0.2 |    | 2.1 | 12.0 |
| 11 | Clyde Lee       | 30   | 9  |    | 19.7 | 1.3 | 4.0  | .333 | 3.6 | 4.3 | .821 | 2.7 | 5.1 | 7.8  | 0.9 | 0.1 | 0.4 |    | 2.8 | 6.2  |
| 12 | John Wetzel     | 30   | 63 |    | 12.5 | 1.4 | 3.2  | .426 | 1.1 | 1.2 | .883 | 0.5 | 1.3 | 1.8  | 1.2 | 0.8 | 0.1 |    | 1.7 | 3.8  |
| 13 | Bob Kauffman    | 28   | 73 |    | 10.9 | 1.5 | 3.6  | .433 | 0.8 | 1.2 | .702 | 0.9 | 1.6 | 2.5  | 1.1 | 0.3 | 0.1 |    | 1.4 | 3.9  |

## Galardones y récords
| Jugador   | Galardón                            |
| John Drew | Mejor quinteto de rookies de la NBA |